# Турніри 1-ї категорії WTA 2003
The table below shows the Турніри 1-ї категорії WTA 2003 schedule.

## Singles
| Tournament       | Surface   | Week       | Winner                              | фіналіст           | півфіналісти                        | чвертьфіналісти                                                    |
| ---------------- | --------- | ---------- | ----------------------------------- | ------------------ | ----------------------------------- | ------------------------------------------------------------------ |
| Токіо            | Килим (i) | 27 січня   | Ліндсі Девенпорт 6–7(6–8), 6–1, 6–2 | Моніка Селеш       | Чанда Рубін Ліза Реймонд            | Ліна Красноруцька Олена Дементьєва Тамарін Танасугарн Єлена Докич  |
| Індіан-Веллс     | Хард      | 3 березня  | Кім Клейстерс 6–4, 7–5              | Ліндсі Девенпорт   | Кончіта Мартінес Дженніфер Капріаті | Чанда Рубін Аманда Кетцер Амелі Моресмо Віра Звонарьова            |
| Маямі            | Хард      | 17 березня | Серена Вільямс 4–6, 6–4, 6–1        | Дженніфер Капріаті | Кім Клейстерс Чанда Рубін           | Маріон Бартолі Єлена Докич Жустін Енен-Арденн Меган Шонессі        |
| Чарлстон         | Ґрунт     | 7 квітня   | Жустін Енен-Арденн 6–3, 6–4         | Серена Вільямс     | Ліндсі Девенпорт Ешлі Гарклроуд     | Єлена Докич Віра Звонарьова Даніела Гантухова Марі П'єрс           |
| Берлін           | Ґрунт     | 5 травня   | Жустін Енен-Арденн 6–4, 4–6, 7–5    | Кім Клейстерс      | Дженніфер Капріаті Амелі Моресмо    | Даніела Гантухова Олена Лиховцева Ірода Туляганова Віра Звонарьова |
| Рим              | Ґрунт     | 12 травня  | Кім Клейстерс 3–6, 7–6(7–3), 6–0    | Амелі Моресмо      | Серена Вільямс Ай Суґіяма           | Кончіта Мартінес Дженніфер Капріаті Тіна Писник Анастасія Мискіна  |
| Canada (Toronto) | Хард      | 11 серпня  | Жустін Енен-Арденн 6–1, 6–0         | Ліна Красноруцька  | Паола Суарес Олена Дементьєва       | Катарина Среботнік Віра Звонарьова Амелі Моресмо Олена Бовіна      |
| Москва           | Килим (i) | 29 вересня | Анастасія Мискіна 6–2, 6–4          | Амелі Моресмо      | Анна Пістолезі Олена Дементьєва     | Олена Бовіна Елені Даніліду Франческа Ск'явоне Віра Звонарьова     |
| Zurich           | Килим (i) | 13 жовтня  | Жустін Енен-Арденн 6–0, 6–4         | Єлена Докич        | Кім Клейстерс Надія Петрова         | Тіна Писник Патті Шнідер Олена Бовіна Віра Звонарьова              |